# Pontificio istituto orientale
Il Pontificio Istituto Orientale è una scuola di studi superiori specializzata nello studio dell'Oriente cristiano, con sede a Roma.
L'obiettivo principale del PIO è quello di far conoscere alle Chiese dell’Oriente “le immense ricchezze che sono conservate nei forzieri delle loro tradizioni” (san Giovanni Paolo II, ''Orientale Lumen'' 4) e al contempo di rendere note all’Occidente latino queste ricchezze così poco conosciute. La missione del PIO ha come obiettivi di ricerca l'insegnamento e la pubblicazione in relazione alle tradizioni delle Chiese Orientali, circa la loro liturgia, teologia, patristica, storia, diritto canonico, letteratura, lingue, spiritualità, archeologia e questioni di rilevanza ecumenica e geopolitica.
Lo scopo dell’Orientale è educare studenti già in possesso del primo livello dei gradi accademici, indipendentemente dalla loro appartenenza religiosa, Latini o Greco-Cattolici, Ortodossi o altro, approfondendo le loro conoscenze dell’Oriente cristiano e delle sue Chiese. Gli studenti provengono soprattutto dai Paesi delle chiese orientali: Medio Oriente, Europa orientale, Africa (Egitto, Etiopia ed Eritrea) e Asia (Kerala e altre parti dell’India; Cina), con un significativo numero di studenti dall’Europa e dalle Americhe interessati a studiare l’Oriente cristiano. Oggi, con il flusso di migranti e rifugiati che provengono da alcuni dei paesi summenzionati, gli studenti provengono anche dalle comunità cristiane orientali in diaspora.

## Storia
Il progetto di fondare una scuola di alti studi a favore della Cristianità Orientale era stato nelle intenzioni della Chiesa cattolica già dal tempo del pontificato di papa Leone XIII, ma venne realizzato soltanto nel 1917 da papa Benedetto XV (1914-1921). Fondato da Benedetto XV con il motu proprio Orientis catholici del 15 ottobre 1917, rientra nella politica volta all'interesse dell'Oriente cristiano, che aveva già improntato il pontificato del suddetto papa: appena eletto, infatti, Benedetto XV aveva eretto la Congregazione per le Chiese orientali. L’Orientale fa parte di un ''Consortium'' insieme alla Pontificia Università Gregoriana (fondata nel 1551) e al Pontificio Istituto Biblico (fondato nel 1909), anch'essi situati a Roma. Tutte e tre le istituzioni sono rette dalla Compagnia di Gesù. L’Orientale dipende dalla Santa Sede, ma la sua amministrazione e il suo governo sono affidati alla Compagnia di Gesù. Il suo gran cancelliere è il prefetto della Congregazione per le Chiese Orientali e il suo vice-gran cancelliere è il preposito generale della Compagnia di Gesù, mentre la Congregazione per l’educazione cattolica è il dicastero dal quale dipende l’approvazione dei programmi accademici dell’Orientale.
L'istituto venne affidato da papa Pio XI il 14 settembre 1922 alla Compagnia di Gesù.
La prima sede provvisoria dell’Orientale fu nelle immediate vicinanze del Vaticano, nel Palazzo dei Convertendi, in piazza Scossacavalli, che più tardi dovette far spazio a Via della Conciliazione. L’Istituto venne allora per breve tempo ospitato, sempre a Roma, presso gli edifici attualmente del Pontificio Istituto Biblico, in via della Pilotta 25, fino al 1926, anno in cui ricevette l’attuale sua sede definitiva in piazza di Santa Maria Maggiore 7. Di tutte le chiese di Roma, la basilica di Santa Maria Maggiore, che si trova nella medesima piazza, è quella che più da vicino richiama l’Oriente. I suoi famosi mosaici furono eseguiti sotto papa Sisto III (432-440) per celebrare il Terzo Concilio Ecumenico di Efeso (431), che, per sottolineare il fatto che Gesù Cristo è una sola persona, concluse come conseguenza che Maria, sua madre, era Madre di Dio, o Theotokos, come la chiamano i greci. Poiché la basilica si pregia di avere la reliquia della mangiatoia, liturgicamente è conosciuta come “ad Praesepe”, la chiesa della mangiatoia. Qui, oltretutto, nella seconda metà del IX secolo gli apostoli degli Slavi, i santi Cirillo e Metodio, depositarono i loro libri liturgici, come segno che da quel momento, avendo ricevuto l’approvazione del papa, sarebbe stato possibile celebrare la liturgia in lingua slava ecclesiastica. In una strada laterale di fronte all’Orientale si trova la basilica di Santa Prassede, con i suoi mosaici carolingi che attestano il profondo rifiuto di papa Pasquale I dell’Iconoclasmo, che ai tempi della costruzione della basilica (817) stava risorgendo a Oriente. Nelle vicinanze, c’è una lastra di marmo che ricorda il luogo della morte di san Cirillo, il fratello di san Metodio, che morì qui nell'anno 869. Dentro il complesso dell’isolato dove si trova l’Orientale c’è la chiesa di Sant'Antonio il Grande (Sant’Antonio Abate), verso cui gli Orientali hanno una particolare devozione: ma è un santo con grande devozione popolare anche a Roma, dove le persone ancora oggi ricordano i tempi in cui presso questa chiesa avveniva la benedizione degli animali. Da quando è stato creato il Pontificio Collegio Russo nel 1929, conosciuto come ''Russicum'', da papa Pio XI, la chiesa è retta dai gesuiti che vivono nel Collegio. Sotto molti punti di vista, quella dell’Orientale è davvero una posizione ideale.
L’Orientale sorse come istituzione gemella della Congregazione per la Chiesa Orientale, il cui nome venne cambiato nel 1967 in Congregazione per le Chiese Orientali. Senza il legame con questo importante organo della Santa Sede, sarebbe impossibile comprendere lo scopo e la missione dell’Orientale, né come l’Orientale possa essere stato fondato nel pieno dell'“inutile strage” della Prima guerra mondiale, nel 1917. La questione alla quale la creazione dell’Orientale voleva essere una risposta alla "question d'Orient". La questione sorse per la prima volta dopo l’umiliante sconfitta ottomana per mano dei Russi nel 1774 (Trattato di Küçük Kaynarca), e divenne ancora più acuta quando Napoleone arrivò in Egitto nel 1798: che cosa si sarebbe dovuto fare per i milioni di cristiani sotto gli Ottomani una volta scomparso l’Impero ottomano? La questione raggiunse la sua acme durante il Congresso Eucaristico di Gerusalemme nel 1893, quando i Patriarchi cattolici orientali fecero conoscere i disagi e le richieste delle loro comunità al legato papale, il cardinale 	
Benoît-Marie Langénieux, che le presentò a sua volta al Papa. Leone XIII subito convocò un'assemblea di patriarchi cattolici orientali per l’anno seguente (1894), dalla quale emerse la lettera apostolica Orientalium dignitas, considerata come la Magna Charta dei diritti dei cattolici orientali.
Quando avvenne il collasso dell’Impero russo dopo la rivoluzione del febbraio del 1917, ed essendo ormai in vista la sparizione di quello ottomano, il Papa decise di passare all’azione. Con il ''motu proprio'' Dei Providentis (1º maggio 1917), il papa eresse la Congregazione Orientale; con il ''motu proprio'' Orientis catholici (15 ottobre 1917), creò l’Orientale. Il Papa riservò a sé la prefettura della nuova Congregazione, che agli inizi dunque fu guidata da un segretario, sebbene a norma del diritto canonico dovesse comunque essere cardinale. Già tre anni dopo la fondazione dell’Orientale, Benedetto XV conferì all’Istituto, attraverso la costituzione apostolica Quod nobis in condendo, il diritto di conferire gradi accademici. Fin dall’inizio il Papa insistette sulla necessità di una ricca biblioteca specializzata per favorire lo studio e la ricerca del corpo docente e discente dell’Orientale.
Agli inizi i professori vennero scelti da vari ordini religiosi e anche tra i laici. Essi furono Antoine Delpuch (1868-1936), dei padri bianchi, che tenne l’incarico di pro-preside nel primo anno di funzionamento dell'Orientale (1918-1919); due benedettini, tra cui il beato Alfredo Ildefonso Schuster; tre assunzionisti, tra cui Martin Jugie (1878-1954), che fu professore all’Orientale soltanto per i primi cinque anni, ma che scrisse una monumentale sintesi della storia della teologia orientale; un domenicano; un mechitarista; quattro gesuiti, tra cui il famoso archeologo Guillaume de Jerphanion (1877-1948); due russi, un greco e un etiope; e tre professori laici, tra i quali il rinomato filologo e storico Michelangelo Guidi.
Poco dopo essere diventato papa, Pio XI sentì che sarebbe stato meglio se solo un ordine si fosse preso cura dell’Orientale, e non solo per portare avanti l'Istituto nelle sue esigenze immediate, ma anche per poter meglio pianificare la preparazione di coloro avrebbero dovuto portare avanti l'insegnamento dell’Orientale per il futuro. La sua scelta cadde sui Gesuiti, e in un incontro con il padre generale Włodzimierz Ledóchowski (14 settembre 1922) egli affidò l’Orientale alla Compagnia di Gesù. Questo era stato il suggerimento dell’abate Alfredo Ildefonso Schuster, OSB, che nel frattempo era divenuto il primo preside dell’Orientale con piene funzioni. Giunse, quindi, il tempo per un primo preside gesuita, che fu Michel d'Herbigny (1880-1957), preside dell’Orientale dal 1922 al 1931. Fu un uomo assai dotato, che riuscì a dare un nuovo impulso alla nascente istituzione grazie alle pubblicazioni e anche con la sua nuova sede di Piazza di Santa Maria Maggiore. Complicazioni sopraggiunte durante la sua assai delicata missione in Russia lo portarono a un precoce ritiro dalle attività. Nell’incarico di preside, a Michel d'Herbigny succedettero Emil Hermann (1932-1951), un canonista tedesco di grande valore, la cui prudenza lo aiutò a guidare l’Istituto durante il periodo della guerra; Ignacio Ortiz de Urbina (1951-1957), basco e studioso di patristica di grande fama; Alphonse Raes (1957-1962), rinomato studioso delle tradizioni siriache, che divenne prefetto della Biblioteca Vaticana; Joseph Gill (1962-1963), il grande esperto sul Concilio di Firenze (1438-1445) e curatore principale della pubblicazione degli Atti di quel Concilio; ancora Joseph Gill (1964-1967), che nel 1965 iniziò a portare il titolo di rettore gesuita; Ivan Žužek (1967-1972), che più tardi divenne segretario della Pontificia Commissione per la revisione del diritto canonico orientale; Georges Dejaifve (1972-1976), noto ecumenista; Eduard Huber (1976-1981), già rettore della Meudon School of Russian; Peter-Hans Kolvenbach (1981-1983), il quale dopo breve tempo divenne preposito generale della Compagnia di Gesù per venticinque anni (1983-2008); Gilles Pelland (1984-1986), che divenne poi rettore dell'Università Gregoriana; Gino Piovesana (1986-1990), la cui esperienza come rettore della Sophia University di Tokyo e la sua competenza in filosofia russa gli furono di grande aiuto; Clarence Gallagher (1990-1995), canonista, che ricoprì l’incarico sia di decano sia di rettore; di nuovo Gilles Pelland (1995-1998), l’unico rettore ad avere avuto due mandati in tempi diversi; Héctor Vall Vilardell (1998-2007), ecumenista, che fu rettore per nove anni; Cyril Vasil' (2007-2009), canonista, che dopo solo due anni divenne arcivescovo segretario della Congregazione per le Chiese Orientali; Sunny Kokkaravalayil (2009-2010), anch’egli canonista, che fu pro-rettore per un anno e per sette anni superiore religioso della comunità; James McCann (2010-2015), il quale terminato l'incarico all’Orientale divenne Senior Vice President della Gregorian Foundation, New York; e David Nazar (2015-), durante l’incarico del quale l’Orientale è stato non solo ristrutturato, ma ha visto anche la comunità religiosa dei professori gesuiti dell’Istituto diventare una sola con quella dei gesuiti nel Pontificio Collegio Russo, conosciuto popolarmente come Russicum.
I cento anni di storia dell'istituzione (1917-2017) possono essere suddivisi innanzitutto nel primo periodo degli undici anni iniziali, quando l’Orientale cercò di assestarsi e diventare conosciuto, cosa che avvenne con l’enciclica di Pio XI dedicata all’Orientale Rerum Orientalium (1928). Seguno i trent’anni successivi, fino alla soglia del Concilio Vaticano II (1928-1958), quando parte della ricca mietitura che ci si aspettava già veniva raccolta e venivano gettate le basi per costruire ulteriormente. Nei successivi trent'anni dopo il Concilio fino al 1989, il Concilio Vaticano II portò un rinnovato interesse per l’Oriente Cristiano e l’Orientale. Quando con il 1989 cadde il comunismo nell'Europa orientale, nuove relazioni e opportunità si aprirono anche all'Istituto verso quei paesi fino a quel momento proibiti, e molti nuovi studenti poterono iniziare a studiare presso l’Orientale.
In accordo con i moderni standard pedagogici per la ricerca accademica, la biblioteca è stata recentemente ristrutturata con aria condizionata, illuminazione high-end LED, acustica moderna e sempre più numerose risorse digitali. In occasione del centenario della fondazione dell’Orientale (1917-2017) papa Francesco ha visitato l’Istituto il 12 ottobre 2017. Una sua generosa donazione ha permesso una grande ristrutturazione che ha aumentato gli spazi dell’Orientale, fornendo moderni uffici ai professori, una sala da pranzo per gli studenti e sale di incontro per la facoltà e gli studenti.
Col chirografo del 17 dicembre 2019, papa Francesco decretò che il Pontificio Istituto Biblico e il Pontificio Istituto Orientale, pur conservando i propri nomi e le proprie missioni, fossero congiunti alla Pontificia Università Gregoriana in modo da far parte della stessa persona giuridica. I nuovi statuti della Pontificia Università Gregoriana con l'incorporazione dei due istituti pontifici sono stati ratificati e approvati dal Dicastero per la cultura e l'educazione l'11 febbraio 2024, mentre il 19 maggio 2024 sono entrati in vigore. Dal 19 maggio 2024, dunque, il Pontificio Istituto Orientale non ha un proprio rettore, essendo governato dall'unico rettore della Pontificia Università Gregoriana, ma bensì è rappresentato da un presidente.

## Struttura
L'Istituto si articola in due facoltà: Diritto canonico orientale e Scienze ecclesiastiche orientali, quest'ultima articolata in tre dipartimenti (storico, teologico-patristico e liturgico). Le due facoltà sono frequentate prevalentemente da religiosi. L'ente è situato presso la basilica di Santa Maria Maggiore, separato dal Collegium Russicum dalla chiesa di Sant'Antonio Abate all'Esquilino.
L'istituto possiede una biblioteca aperta al pubblico e pubblica alcune riviste di settore: Orientalia Christiana Periodica, Orientalia Christiana Analecta, Anaphorae Orientales, Kanonika, e la collana in formato elettronico Iura Orientalia.
Gran cancelliere è il cardinale prefetto del Dicastero per le Chiese orientali e vice gran cancelliere è il preposito generale della Compagnia di Gesù.

## Cronotassi dei rettori
- Antoine Delpuch (1918-1918)
- Alfredo Ildefonso Schuster (1919-1922)
- Michel-Joseph Bourguignon d'Herbigny (1922-1932)
- Emil Herman (1932-1951)
- Ignacio Ortiz de Urbina (1951-1957)
- Alfonso Raes (1957-1962)
- Joseph Gill (1962-1967)
- Ivan Zuzek (1967-1973)
- Georges Dejaifve (1973-1974)
- Édouard Huber (1975-1981)
- Peter Hans Kolvenbach (1981-1983)
- Gilles Pelland (1984-1986)
- Gino Piovesana (1986-1990)
- Clarence Gallagher (1990-1995)
- Héctor Vall Villardel (1998-2007)
- Cyril Vasiľ (2007-2009)
- Sunny Thomas Kokkaravalayil (2009-2010) (pro-rettore)
- James McCann (2010-2015)
- Samir Khalil Samir (aprile-agosto 2015) (pro-rettore)
- David Nazar (2015- 19 maggio 2024)

## Cronotassi dei presidenti
- Sunny Thomas Kokkaravalayil (dal 19 maggio 2024)

## Gran cancellieri
- Achille Silvestrini (1993-2000)
- Ignazio Mosé I Daoud (2000-2007)
- Leonardo Sandri (2007-2022)
- Claudio Gugerotti (dal 2022)

## Vice gran cancellieri
- Peter Hans Kolvenbach (1983-2008)
- Adolfo Nicolás (2008-2016)
- Arturo Sosa Abascal (dal 2016)